# Mita Živkovic
Mita Živković (Stari Bečej, 13.10.1854. – Beograd, 2.2.1913) je bio pesnik, pripovedač, prevodilac, profesor i dramski pisac.

## Biografija
Osnovnu školu ucio je u rodnom mestu, gimnaziju u Novom Sadu, a klasične jezike završio na Filološkom fakultetu u Budimpešti 1879. Od 1879. do 1881. radio je kao profesor u Novom Sadu, a zatim u Bgdu, Negotinu, Smederevu, Požarevcu, Pirotu i ponovo u Bgdu gde je i penzionisan 1912. U časopisu "Javor" Jovana Grčića jos kao gimnazijalac počeo je da objavljuje pesme, a potom i pripovetke mahom u "Stražilovu", LMS i "Otadzbini. Veći uspeh postigao je sa Bosančicama, zbirkom kratkih priča iz Sarajeva, koje je objavila SKZ u Bgdu 1879. Kao klasični Filolog preveo je Galski ram Julija Cezara, a u rukopisu mu je ostalo dvanaest pevanja Ilijade prepevanih u desetercu. Za vreme službovanja u Pirotu prikupljao je šare za čuvene pirotske ćilime i uredio jedan album. U NP u Bgdu igrana je 1890 njegova originalna istorijska tragedija u stihovima Car Jovan. Isto delo je nagradjeno iz Književnog fonda Ilije Milosavljevića Kolarca i štampano sledece godine u Bgdu. Osim toga, u Beogradskom NP prikazano je jos osam njegovih prevoda (medju njima 3 Šekspirova dela). Za SNP Ž. je preveo Nestrojevu komediju Tri bekrije koja nije prikazana u Bgdu, a u Novom Sadu je izvedena samo premijera (31.12.1911.).